# 绿洲韭属
绿洲韭属（学名：Atacamallium）是石蒜科的一属。

## 下属物种
本属包括以下物种：
- Atacamallium minutiflorum R.Pinto & Nic.García[1]